# Фольксдойче Миттельштелле
«Фольксдойче Миттельштелле» (нем. Volksdeutsche Mittelstelle, сокр. VoMi) — одно из центральных ведомств нацистской Германии, занимавшееся организацией нацистской пропаганды среди этнических немцев, живущих за пределами Германии (фольксдойче) и переселением их в Третий рейх. Создано 27 января 1937 года. 15 июня 1941 года получило в системе СС статус главного управления.

## Предыстория
Предшественником «Фольксдойче Миттельштелле» был «Совет по делам фольксдойче» («Volksdeutsche Rat»), созданный осенью 1933 года Рудольфом Гессом как уполномоченного Адольфом Гитлером по руководству «политикой народности» («Volkstumspolitik»). Этот совет формально находился под руководством Карла Хаусхофера, реальное руководство осуществлял Ганс Штайнахер. Из-за конфликтов Совета вокруг разграничения компетенций и полномочий с другими нацистскими ведомствами, занимавшимися делами заграничных немцев, такими как Зарубежная организация НСДАП Эрнста Вильгельма Боле, Внешнеполитическое управление НСДАП Альфреда Розенберга, «Союз немцев за рубежом», Совет по делам фольксдойче быстро попал в невыгодное положение и больше не собирался с начала 1935 года. Осенью 1935 года его сменило «Бюро по связям с немцами за рубежом» (т. н. «Бюро Курзелля», «Büro Kursell»), входившего в Службу особо уполномоченного по внешнеполитическим вопросам («Служба Риббентропа») («Dienststelle Ribbentrop») в составе Штаба заместителя фюрера Рудольфа Гесса. «Бюро Курзелля» должно было координировать работу всех государственных и партийных организаций, занимавшихся «фольксдойчами». Но у самого Отто фон Курзелля не было необходимого авторитета для такой работы, а после того, как он в конце 1936 — начале 1937 года вышел из СС, СА и НСДАП, Рудольф Гесс обратился к рейхсфюреру СС Генриху Гиммлеру с просьбой выделить человека для руководства делами зарубежных немцев. Г. Гиммлер порекомендовал Гессу обергруппенфюрера СС Вернера Лоренца.

## Создание «Фольксдойче Миттельштелле»
27 января — 1 февраля 1937 года В. Лоренц преобразовал «Бюро Курзелля» в «Центральную службу по делам фольксдойче» («Volksdeutsche Mittelstelle») со штатом в 30 сотрудников. Она продолжила находиться в формальном подчинении Иоахима фон Риббентропа.
Тогда «Фольксдойче Миттельштелле» имело следующую структуру:
- Начальник штаба: Герман Берендс
- Заместитель начальника штаба: — Вильгельм Люиг
- Адъютант: Вальтер Эллермайер
- Административное управление, руководитель — Генрих Лоль
- Восточное управление, руководитель — Ганс Йохен Кубитц
- Западное управление, руководитель — Гюнтер Штир
- Юго-Восточное управление, руководитель — Франц Вехофзих
- Управление заокеанских стран, руководитель — Генрих Штамер

За короткое время В. Лоренцу удалось поставить под свой контроль целый ряд организаций и союзов, среди которых были «Имперский союз фольксдойче» и «Союз немцев Востока». В результате «Фольксдойче Миттельштелле» стало играть ведущую роль в вопросах руководства и финансирования партий немецких меньшинств в Восточной Европе. Уже в 1938 году бюджет «Фольксдойче Миттельштелле» составлял от 50 до 60 млн имперских марок, что соответствовало всему бюджету Министерства иностранных дел.

## Деятельность «Фольксдойче Миттельштелле»
Сфера деятельности «Фольксдойче Миттельштелле» распространялась прежде всего на соседние с Германией страны, где она осуществляла разведывательную и подрывную работу, проводила идеологическую обработку населения, формировала «пятые колонны» нацистской Германии. Многосторонними связями этого центра с группировками немцев за рубежом воспользовалась СД, создавшая там плотную сеть так называемых наблюдательных пунктов. Не было случайным, что заместителем Лоренца тогда был назначен Герман Берендс, доверенное лицо шефа РСХА Рейнхарда Гейдриха.
Секция печати «Фольксдойче Миттельштелле» готовила ежедневные обзоры материалов, публикуемых в более чем 300 газетах и журналах, выходящих за рубежом, а также занималась проникновением в органы зарубежной прессы и формированием через газеты Австрии, Франции, Бельгии и других стран благожелательного мнения о нацизме.
После начала Второй мировой войны главным направлением деятельности «Фольксдойче Миттельштелле» была организация переселения в Германию немецких этнических групп под лозунгом «Домой в Рейх» («Heim ins Reich»). Кроме того, «Фольксдойче Миттельштелле» активно участвовало в реализации программы переселения на оккупированные Германией восточные территории немецкого населения, которой руководил назначенный Гитлером 7 октября 1939 года имперским комиссаром по вопросам консолидации германского народа Генрих Гиммлер.
Правовой основой для переселения фольксдойче были двусторонние договоры между Германией и другими европейскими государствами. В 1939 году были заключены два соглашения с Италией (23 июня и 21 октября) о переселении в Германию немецкого населения Южного Тироля. В октябре 1939 года были подписаны соглашения с Эстонией (15 октября) и Латвией (30 октября) о переселении балтийских немцев. Был заключен ряд договоров с Советским Союзом: 16 ноября 1939 г. — об эвакуации немецкого населения с территорий бывшей Польши, отошедших в зону государственных интересов Союза ССР, 5 сентября 1940 — с территории Бессарабии и Северной Буковины, 10 января 1941 г. — с территории Литвы, Латвии и Эстонии, присоединённых к СССР. 22 октября 1940 года было заключено соглашение с Румынией относительно немцев из Бессарабии, Добруджи и Буковины.
Всего с 1939 до 1941 года «Фольксдойче Миттельштелле» переселило примерно миллион фольксдойче. Основной территорией для переселения были аннексированные области Польши, рейхсгау Вартеланд (Позен) и Данциг — Западная Пруссия (Данциг), в которые до начала Великой Отечественной войны было поселено примерно 350 тысяч фольксдойче и ещё примерно 370 тысяч имперских немцев (Reichsdeutsche) из Германии.
Во время Великой Отечественной войны входившая в состав «Фольксдойче Миттельштелле» особая команда «Р» в 1941 - 1944 годах занималась управлением немцами Транснистрии (гражданами СССР). В марте-июле 1944 года эта особая команда при участии представителей «Фольксдойче Миттельштелле» в связи с наступлением РККА провела эвакуацию в Вартегау около 130 тысяч немцев из Транснистрии.
Вся переселенческо-поселенческая деятельность «Фольксдойче Миттельштелле» осуществлялась в тесном взаимодействии с Главным управлением СС по делам расы и поселений («SS-Rasse- und Siedlungshauptamt», RuSHA) при участии Главного управления имперской безопасности («Reichssicherheitshauptamt», RSHA). Общее руководство их деятельностью осуществляла Служба имперского комиссара по вопросам консолидации германского народа («Dienststelle des Reichskommissars für die Festigung deutschen Volkstums») и Штабное управление имперского комиссара по вопросам консолидации германского народа («Führungsstab des RKFDV»), преобразованные в июне 1941 года в «Главное штабное управление имперского комиссара по вопросам консолидации германского народа» («Stabshauptamt des Reichskomissar für Festigung Deutschen Volkstums; StHA/RKFDF») во главе с обергруппенфюрером СС Ульрихом Грейфельтом.

## «Фольксдойче Миттельштелле» — Главное управление СС
До мая 1941 года «Фольксдойче Миттельштелле» продолжало формально числиться в подчинении Штаба заместителя фюрера и одновременно с октября 1939 года — имперского комиссара по вопросам консолидации германского народа Г. Гиммлера. После улёта в мае 1941 года Р. Гесса в Англию Штаб заместителя фюрера был преобразован в Партийную канцелярию, а «Фольксдойче Миттельштелле» 15 июня 1941 года было преобразовано в Главное управление СС, чаще именуемое Главным управлением СС по репатриации этнических немцев.
К сентябрю 1942 года структура «Фольксдойче Миттельштелле» приобрела следующий вид:
- Управление I — Оперативное управление (Führungsamt), руководитель — Вальтер Эллермайер
- Управление II — Организационные и кадровые вопросы (Organisation und Personal), руководитель — Конрад Радунски
- Управление III — Финансы, экономика, управление имуществом (Finanzen, Wirtschafts- und Vermögensverwaltung), руководитель — Генрих Лоль
- Управление IV — Информация (Information), руководитель — Вальдемар Риманн
- Управление V — Германское образование (Deutschtumserziehung), руководитель — Вилли Вальтер Пульс
- Управление VI — Сохранение германской расы в Рейхе (Sicherung Deutschen Volkstums im Reich), руководитель — Гейнц Брюкнер
- Управление VII — Сохранение германской расы в новых Восточных территориях (Sicherung Deutschen Volkstums in den neuen Ostgebieten), руководитель — Хорст Хоффмайер[нем.]
- Управление VIII — Культура и наука (Kultur und Wissenschaft), руководитель — д-р Вильгельм Люиг
- Управление IX — Политическое руководство немецкими национальными группами (Politische Führung Deutscher Volksgruppen), руководитель — д-р Ганс Вайбген
- Управление X — Экономическое руководство немецкими национальными группами (Führung der Wirtschaft in den Deutschen Volksgruppen), руководитель — Лотарь Хеллер
- Управление XI — Поселенческие вопросы (Umsiedlung), руководитель — Вальтер Эллермайер.

## После войны
На проходившем в Нюрнберге с 20 октября 1947 года по 10 марта 1948 года процессе Американского военного трибунала по делу расовых учреждений СС среди подсудимых были некоторые высокопоставленные сотрудники «Фольксдойче Миттельштелле». В центре внимания суда была нацистская расовая политика в Генерал-губернаторстве и аннексированных польских областях, антисемитски и расистски мотивированное изгнание и уничтожение местного населения для переселения на эти территории немцев. Тогда руководитель «Фольксдойче Миттельштелле» Вернер Лоренц в качестве наказания был приговорён к 20 годам лишения свободы.